# Кинга Пољска
Кинга Пољска или Кунигунда Пољска (5. март 1224. - 24. јул 1292) је била велика војвоткиња Пољске и светица римокатоличке цркве, патрон Пољске и Литваније.

## Биографија
Рођена је у Острогону у Краљевини Угарској, као ћерка Беле IV и Марије Ласкарине. Била је нећака Елизабете Угарске и унука Свете Хедвиге. Кингине сестре биле су Света Маргарета Угарска и блажена Јоланда Пољска. Кинга се невољно удала за Болеслава V Пјаста, те је постала војвоткиња када је њен муж постао Велики војвода Пољске. Упркос браку, побожни пар прихватио је завет чедности. Узор за овакав завет била им је Болеславова сестра, Саломеја Пољска. Током владавине свога мужа, велика војвоткиња Кинга је чинила добра дела, укључујући помагање сиромашнима и лепрознима. Када јој је муж умро (1279), продала је сву имовину и поделила новац сиромашнима. Није желела даље учествовати у политичком животу Пољске, већ се повукла у манастир у Сандеку. Остатак живота провела је у молитви. Умрла је 24. јула 1292. године. Папа Александар VIII беатификовао ју је 1690. године. Пет година касније постала је један од главних светаца Пољске и Литваније. Канонизована је од стране папе Јована Павла II 16. јуна 1699. године.

## Легенда
Легенда каже да је Кинга свој веренички прстен бацила у рудник соли Акнаслатина у тадашњој Мађарској. Прстен је неким чудом отпутовао заједно са наслагама соли у Величку, где је поново откривен. На овом месту рудари су подигли статуу Свете Кинге, у потпуности исклесану од соли, која се налази 101 метар испод површине Земље.